# Sofia di Winzenburg
Sofia di Winzenburg (Winzenburg, 1105 – 6 o 7 luglio 1160) fu la prima margravia di Brandeburgo, consorte di Alberto I di Brandeburgo.

## Biografia
Allo stato attuale della ricerca, la paternità di Sofia non è stata ancora chiaramente definita. Probabilmente suo padre era Ermanno I di Winzenburg, ma è anche possibile che appartenesse a un'altra casa nobile in cui era in uso il nome Sofia (Sophie).
Nel 1125 Sofia fu data in sposa ad Alberto I, primo detentore e fondatore della marca del Bradenburgo. Da questo matrimonio diede alla luce una dozzina di figli, di cui Bernardo visse più a lungo, vale a dire fino al 1212. Donò un Hufe a Wellen e Wolmirsleben al monastero di Leitzkau. Nel 1158 accompagnò il marito in pellegrinaggio in Terra Santa.
Sua sorellastra era Beatrice II, badessa dell'abbazia di Quedlinburg, che morì nel suo stesso anno di Sofia. Secondo alcune fonti, invece, Sofia di Winzenburg sarebbe morta il 25 marzo 1160, secondo altre fonti il 6/7 luglio 1160, e fu sepolta nella chiesa dell'abbazia di Ballenstedt.
Settecento anni dopo la morte di Sofia di Winzenburg, nei pressi di Aschersleben è stato ritrovato un bratteato sul quale è raffigurata accanto al marito. L'immagine è stilizzata, ma questo era tipico di tutti i ritratti di persone di quell'epoca. Il fatto che Alberto abbia coniato sua moglie sulle monete accanto a lui è una prova dell'influenza della moglie oppure del suo amore per lei.

## Matrimonio e discendenza
Nel 1125/1126 sposò Alberto I di Brandeburgo, della stirpe Ascanide, cui gli sopravvisse per dieci anni. Dal matrimonio nacquero:
- Ottone I di Brandeburgo (1128-1184), suo successore nel 1170 come margravio di Brandeburgo;
- Conte Ermanno I di Orlamünde († 1176);
- L'arcivescovo Sigfrido di Brema e Brandeburgo;
- Enrico († 1185), canonico a Magdeburgo;
- Conte Alberto di Ballenstedt († dopo il 6 dicembre 1172);
- Conte Dietrich di Werben († dopo il 5 settembre 1183);
- Bernardo di Sassonia (1140-1212);
- Edvige († 1203), sposata nel 1147 con Ottone il Ricco, margravio di Meißen;
- Una figlia, sposatosi nel 1152 circa con Vladislao, figlio del duca di Boemia Sobeslao I di Boemia;
- Adelaide (†1162), suora a Lamspringe;
- Gertrude, sposatosi nel 1155 con il duca Diepold di Moravia;
- Sibilla († circa nel 1170), badessa a Quedlinburg;
- Eilika.